# Франконцы
Франконцы (Franken, не путать с франками) — верхненемецкая этническая группа немцев, основное население округов Нижняя Франкония, Средняя Франкония и Верхняя Франкония в  северной части немецкой земли Бавария в Германии, потомки франков, живших по среднему течению Рейна и в бассейне Мааса.
Франконцы проживали на территориях среднего течения Рейна, реки Майн и Мозель. Язык франконцев — восточнофранкский диалект немецкого языка, заметно отличающийся от баварского. Хотя современная Франкония входит в состав Свободного государства Бавария, франконцы сохраняют собственное региональное самосознание и часто не относят себя к баварцам.